# ルートヴィヒ・ティールシュ
ルートヴィヒ・ティールシュ（Ludwig Thiersch、1825年4月12日 - 1909年5月10日）はドイツの画家である。

## 略歴
ミュンヘンで生まれた。父親はミュンヘン大学の古典学の教授、フリードリヒ・ティールシュ(Friedrich Thiersch: 1784–1860)で、兄に有名な外科医、カール・ティールシュ(Carl Thiersch: 1822-1895)がいる。ミュンヘン美術院に入学し、はじめルートヴィヒ・シュヴァンターラーに彫刻を学ぶが、数年後、絵画に転じ、ハインリヒ・マリア・フォン・ヘスやユリウス・シュノル・フォン・カロルスフェルト、カール・ショルンらに学んだ。1849年から3年間、ローマに旅し、イタリアの人々の生活や、友人たちの肖像画を描いた。
1852年の秋、父親とギリシャのアテネに旅し、アテネには3年間滞在した。アテネの美術学校で教師を務め、ギリシャ美術を研究し、いくつかの新しい教会の壁画を描いた。この時期教えた学生には、ニキフォロス・リトラスらがいる。ミュンヘンに戻った後も各地の教会の壁画を描き、イポリット・フランドラン(1809-1864)やルドヴィコ・ザイツ(Ludovico Seitz:1844-1908)とともに近代における教会芸術の再興に貢献した。
1856年に古代ギリシャ建築のデザインを近代建築に取り入れた建築家、テオフィル・ハンセンとウィーンのギリシャ正教会の再建の仕事をし、カール・ラールと壁画を描いた。その後、ギリシャ系のオーストリアの銀行家、シモン・シナスがパトロンとなってローマで多くの宗教画を描いた。
1860年にサンクトペテルブルクに移り、ロシア大公のニコライやミハイル・ニコラエヴィチといったロシア皇族のために働いた
。ドイツに戻った後もケンプテンの教会のための壁画を描いた。パリやロンドンのギリシャ正教の教会の装飾画も描いた。

## 作品

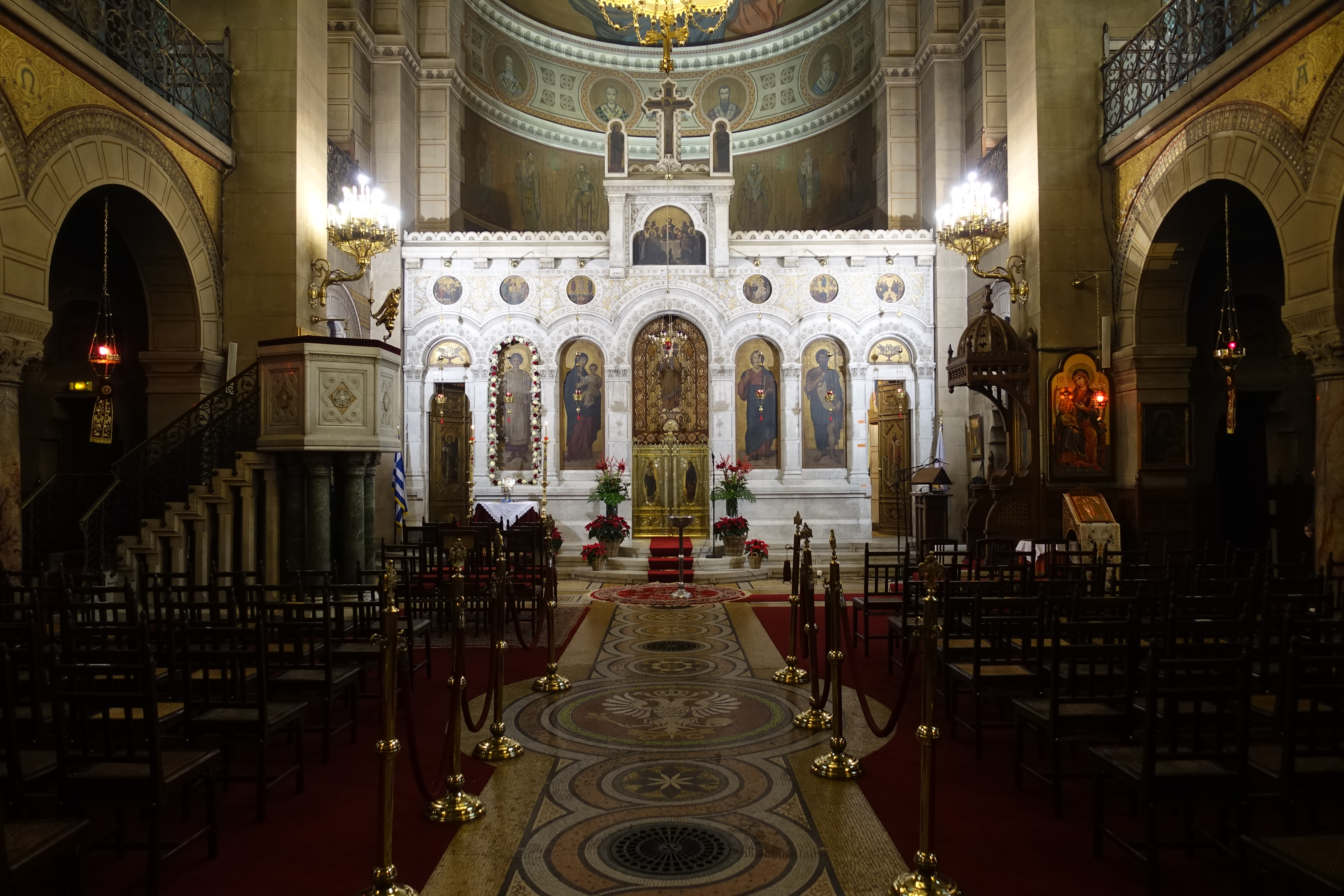
ティールシュが装飾したとされるパリのギリシャ正教会内部
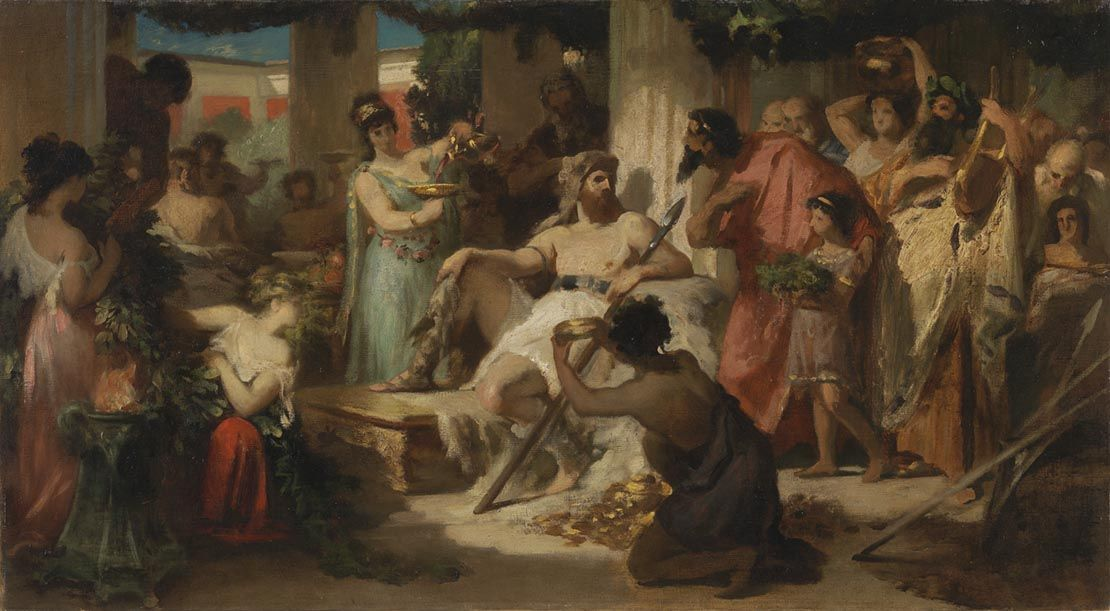
アテネを占領したアラリック(c.1879)
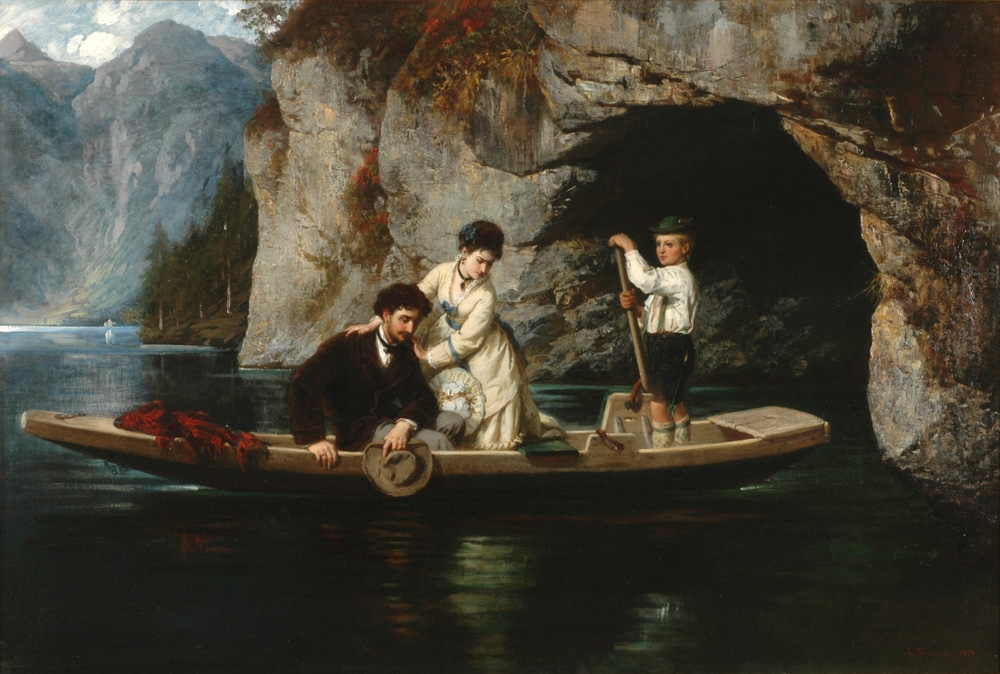
底知れなさ(Unergründlichkeit)(1874)

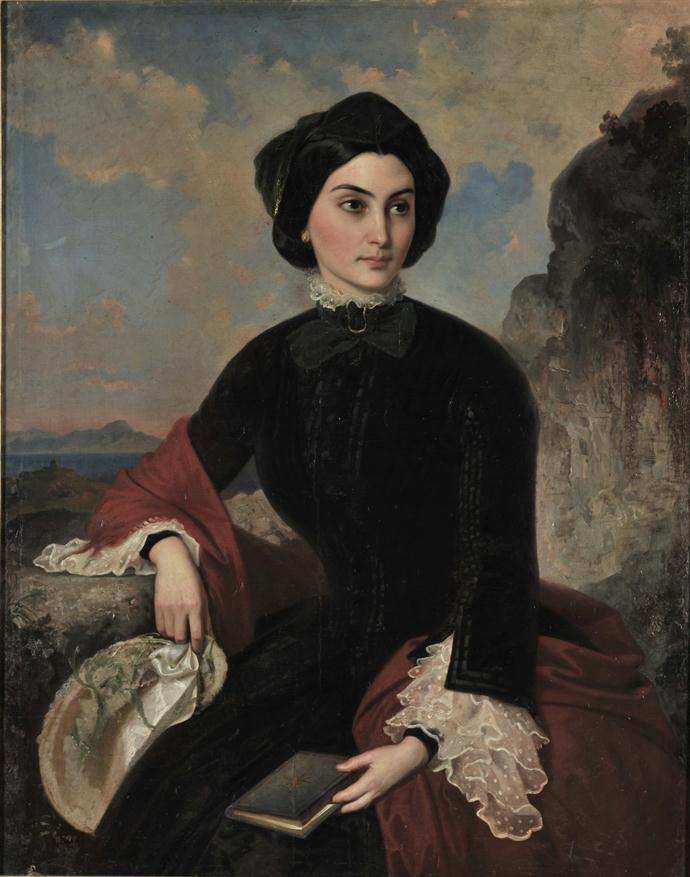
Kleoniki Gennadiou-ギリシャの芸術家(1856/1859)
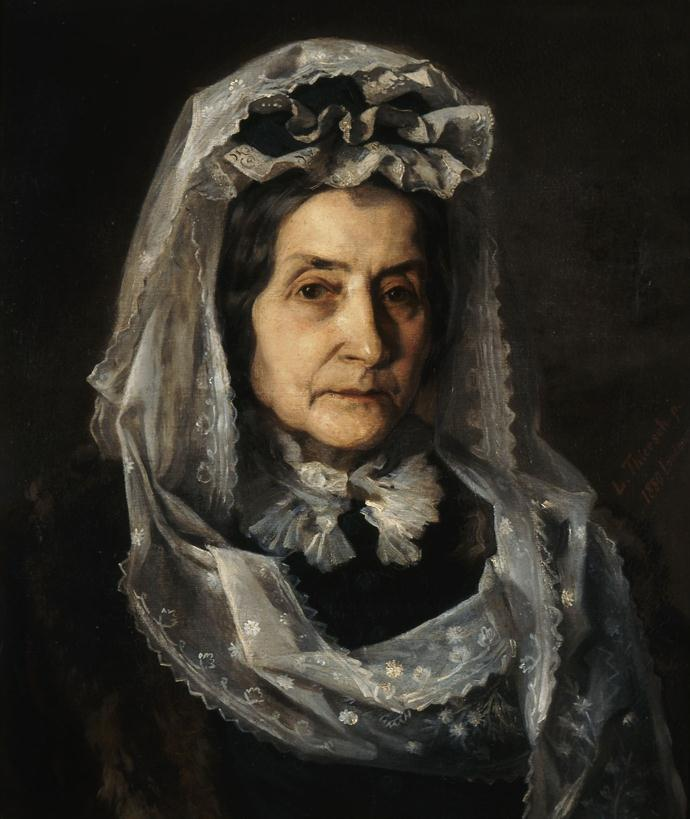
Artemis Gennadiou　(1880)
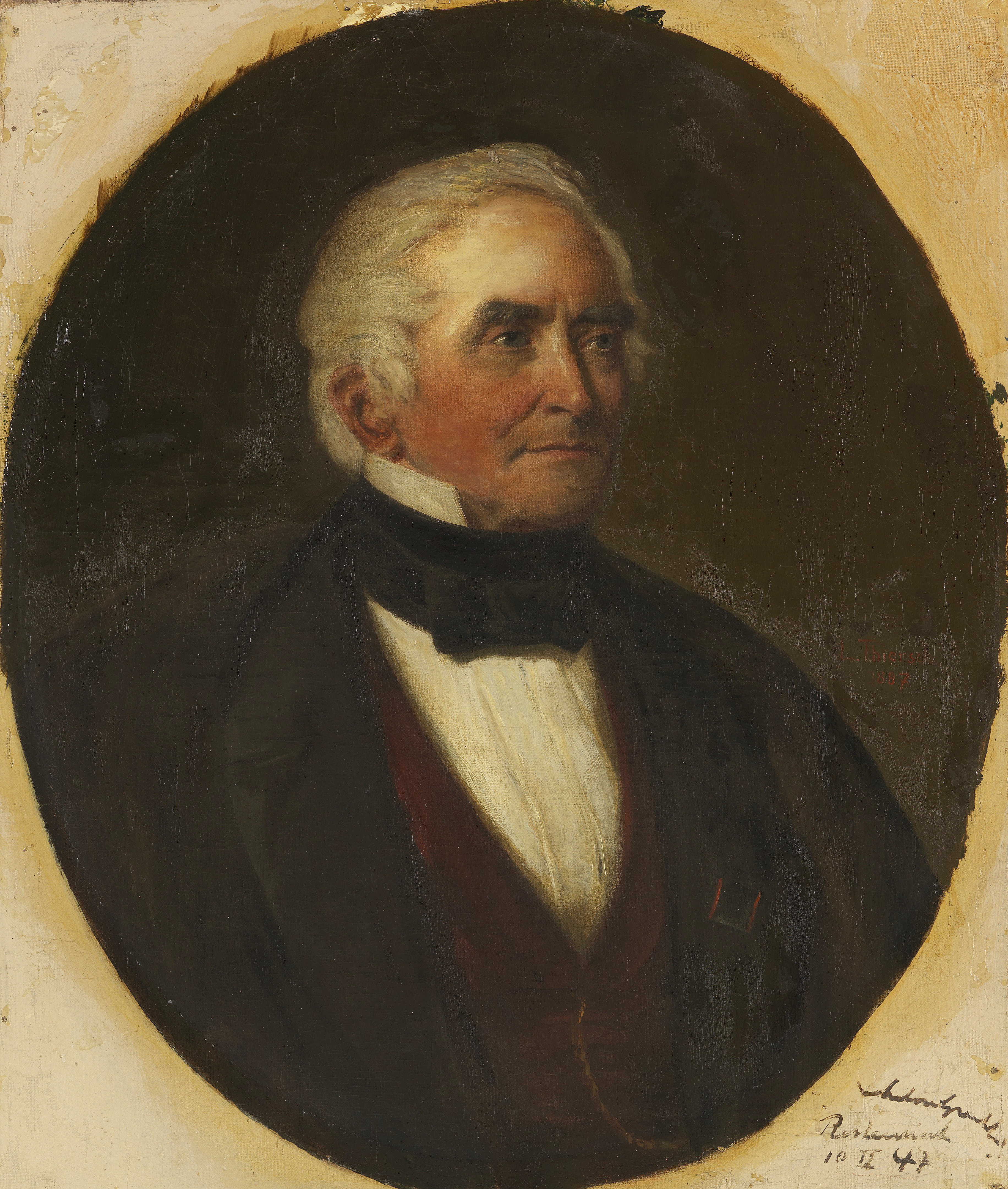
父親、フリードリヒ・ティールシュ(1877)
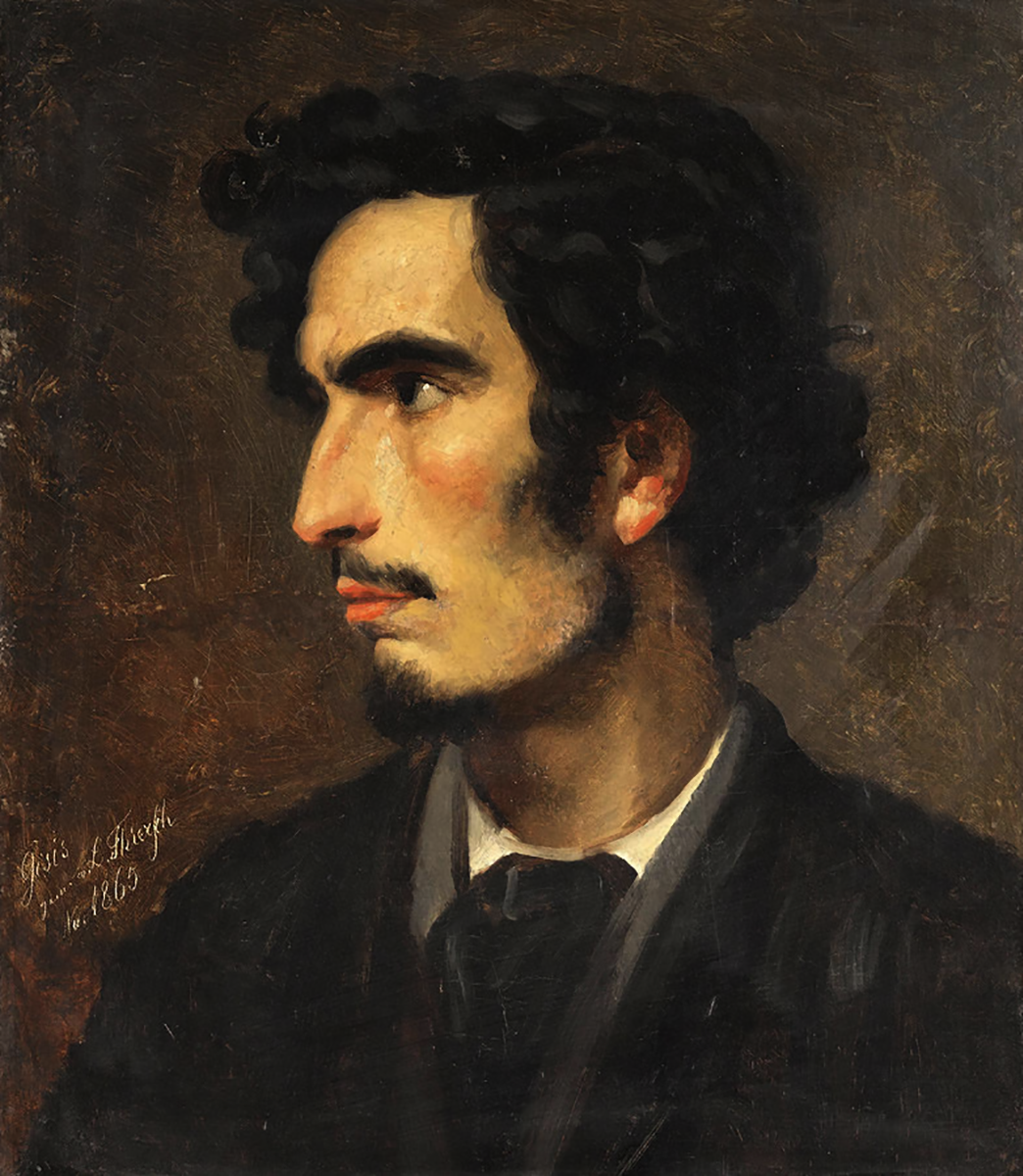
ニコラオス・ギジス-画家(1865)